# کارلو کاسترن
کارلو کاسترن (انگلیسی: Kaarlo Castrén؛ ۲۸ فوریه ۱۸۶۰ – ۱۹ نوامبر ۱۹۳۸) یک سیاست‌مدار اهل فنلاند بود.